# 兴国寺站
興國寺站（：／ Heungguksa yeok */?）是位于韩国全罗南道丽水市三日洞的一座鐵路站，属于丽川线。

## 历史
- 1969年5月1日 - 落成使用[1]。

## 车站周边
- 兴国寺

## 相鄰車站
韓國鐵道公社
全羅線
德陽－興國寺－積良